# Cycas cantafolia
Cycas cantafolia — вид голонасінних рослин з родини саговникових (Cycadaceae), ендемічний для півострова Малайзія. Він зустрічається лише в ланцюзі невисоких пагорбів (200–500 м) на захід від південного краю масиву Гунунг Леданг (гора Офір) у Джохорі. Вид зазвичай укорінений безпосередньо в ущелинах і тріщинах на голій скелі.

## Опис
Стебла дерев'янисті, часто полягаючі, до 5.5 м і більше заввишки, діаметр у найвужчому місці до 25 см, зазвичай із розширеною цибулинною основою, до 64 см у діаметрі в найширшому місці, у дистальній частині з чіткими кільцевими кільцями; кора світло-сіра, з віком стає корковою з глибокими полігональними тріщинами. Листків до 50 чи більше, до 200 см завдовжки, має до 330 листочків. Катафіли вузько трикутні, волосисті, у верхній половині волоски виходять за край і виглядають кудлатими, 88–112 на 15 мм, найширші біля основи. Чоловічі шишки яйцеподібні, золотисто-жовті або оранжево-оранжеві, 33 на 13 см (розмір у статевозрілому віці, вимірювання до цвітіння). Насіння майже кулясте, сплюснуте з боків, 35–39 × 35–37 мм.